# Језеро Озе
Језеро Озе је језеро у Јапану у префектури Гунма и префектури Фукушима.
Област Озе је дивљи простор који се састоји од језера Озе или Озе-Нума и Озегахара мочваре. Озе је мали планински језеро са укупном приобалном дужином од око 7 км и површином од 1,7 км2. Налази се на надморској висини од 1.665 метара на граници између префектуре Фукушима и Гунма, док Озегахара мочвара, простире се на три префектуре Фукушима, Гунма, и Нигата. Цео Озе област је означена као 4. Национални парк Јапана у 1924, 12. Вилдлајф област резерват у 1953, као и посебни природни споменик у 1960, на основу Закона о заштити културних добара у Јапану.
Пре неких једанаест хиљада година, ерупција вулкана Мт. Хиучи, избацила је огромну количину лаве и на истоку заградила реку Тадами и формирала језеро које зове Старо Озегахара језеро, које је од тада попуњено и претворена у Озегахара мочвару. Садашњи језеро Озе је настало касније ка крају вулканске активности од стране лаве која блокирала реку Нумаџири. Језеро је некада био много дубље, али седименти вулкана Мт. Хиучи учинил су га плићим и настала је широко мочварно подручје око језера.
Подручје Озе језера је један од језгара Нико националног парка, а познат је као симбол покрета за заштиту природе у Јапану. Ово подручје има фасцинантне природне лепоте и називају је кутија блага планинске флоре. Преко девет милиона туриста посети ову област на годишњем нивоу, нарочито у сезони цветања дивљих биљака, а у последње време је повећан број посетилаца због побољшања превоза у последњих неколико година.